# Foshan

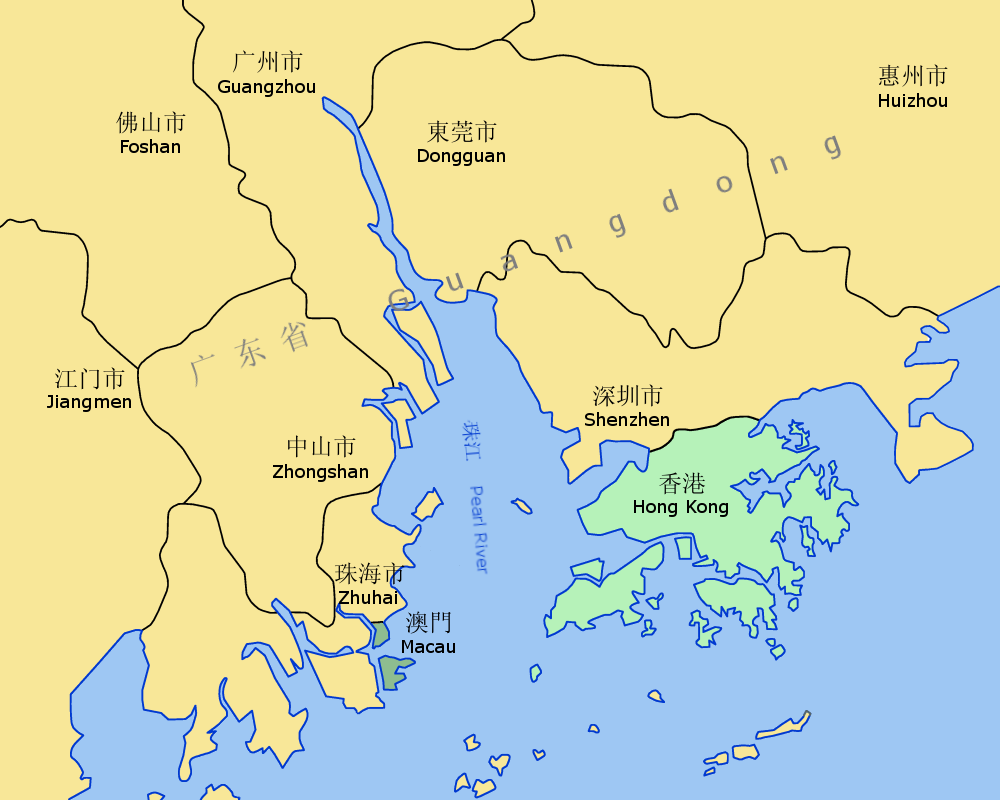
La zone du delta de la Rivière des Perles incluant la préfecture de Foshan

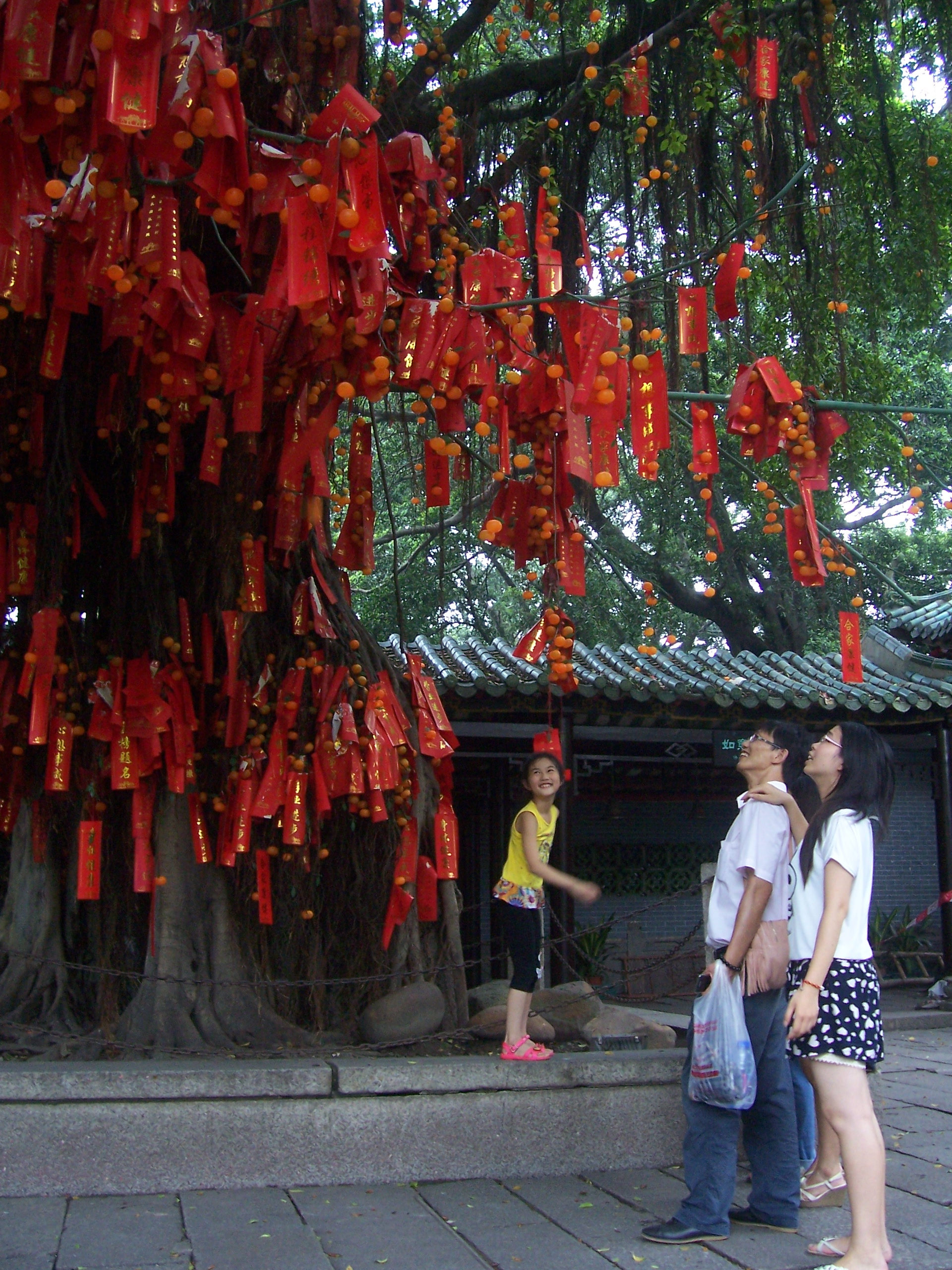
Arbre à prières du Temple ancestral de Foshan. Cet arbre revêt une grande importance aux yeux des chinois, il est couvert d'ex-voto.

Foshan (chinois : 佛山 ; pinyin : fóshān ; cantonais Yale : fāt sāan ; litt. « montagne/colline des bouddhas ») est une ville-préfecture de la province du Guangdong dans le Sud de la Chine. La population totale de sa juridiction était de 7,2 millions d'habitants en 2010, dont 1,1 million pour la ville elle-même. Foshan est situé dans le delta de la rivière des Perles, à l'Ouest de Guangzhou, et à une centaine de kilomètres de Hong Kong et Macao. Elle fait partie de la mégalopole chinoise du delta de la Rivière des Perles. Les températures douces et les pluies suffisantes (climat subtropical humide) ont fait de cette région une zone de terres fertiles depuis les temps anciens.

## Géographie et climat
Le climat est subtropical humide. La température moyenne est de 12,8 °C en janvier, et 27,3 °C en juillet, avec des pics à 40 °C.
La pluviométrie annuelle est d'environ 1630 mm.
La rivière des Perles, à une certaine distance de la ville, forme la plus grande part de la limite avec Guangzhou.
La zone urbaine s'étend de 22 ° 38 'N, 112 ° 22' E à 23 ° 34 'N, 113 ° 23' E.

## Histoire
L'histoire de Foshan remonte au VIIe siècle. Le monument plus ancien est le temple ancestral (祖庙), fondé autour de l'an 1080 comme temple de transformateurs de métaux et, aujourd'hui en plein centre-ville, à Chancheng.
Pendant la dynastie Qing, Foshan est d'une grande importance pour le commerce extérieur de la Chine.
Le kung fu est en partie originaire de la région.
Foshan est déclarée ville le 21 janvier 1951. En 1958, la circonscription administrative de Foshan a la responsabilité des villes de Foshan, Jianmen, Shiqi et Zhongshan, un total de 13 comtés, étendu en 1970 à 14 comtés. Le 6 juin 1983, Foshan devient ville-préfecture. En 1985, elle entre dans le projet «Pearl River Delta».

## Économie
En 2018, le PIB de Foshan s'élevait à 993,6 milliards yuan (148,23 milliards USD) et se répartissait ainsi :
- secteur primaire : 1,5 %
- secteur secondaire : 56,5 %
- secteur tertiaire : 42 %

En 2018, le PIB par habitant s'élevait à 128 000 yuan (19 100 USD).
Foshan est un important centre commercial et industriel, surtout en industrie légère : textile, céramique, appareils électroménagers, produits électroniques, produits en cuir, impression de produits, matériaux de construction, produits pharmaceutiques et alimentaires. En 2019, elle produit plus de la moitié des réfrigérateurs et climatiseurs fabriqués dans le monde.
L'ancien canton de Shiwan (石湾 区) est un lieu important de production de céramique. Récemment, la majeure partie de la production a été transférée dans le canton voisin de Nanzhuang (南庄镇). L'industrie de la céramique contribue considérablement à la pollution élevée de l'air.
Nanhai et Shunde sont économiquement bien développées.

### Agriculture
Il existe des districts agricoles modèle (AMD) : Shunde, Chencun, Dali Town, Shatou Locun.
L'AMD a pour objectif de fournir un environnement complet pour l'agriculture moderne : technologie, vente, nouveau tourisme, production alimentaire, stockage, logistique…

## Industries
Après Shenzhen et Guangzhou, Foshan est le troisième plus important centre de fabrication du delta de la rivière des Perles. Une fois établies les entreprises étatiques, sa force économique actuelle réside dans les entreprises privées et les entreprises de village et de petite ville, comme Shunde et Nanhai. En 2002, les entreprises privées ont contribué 56,12 % de la production industrielle, et des entreprises de Hong Kong, Macao et Taiwan ont contribué 63,44 % des exportations.
Les principales industries à Foshan concernent :
- les appareils ménagers électriques et la fabrication d'outils,
- les meubles,
- les minerais non métalliques,
- l’électronique et les communications,
- les produits en acier inoxydable,
- les produits en plastique,
- la céramique.

Les communes de Foshan se spécialisent dans les industries piliers :
- Beijiao ville, Shunde (顺德 北滘), appareils électroménagers,
- Chencun ville, Shunde (顺德 陈村), fleurs et de l'horticulture,
- Dali ville, Nanhai (南海 大沥), produits en aluminium,
- Lecong ville, Shunde (顺德 乐 从), la fabrication de meubles et de la distribution,
- Nanzhuang ville, Nanhai (南海 南庄), matériaux de construction,
- Xiqiao ville, Nanhai (南海 西樵), tourisme et textile,
- Yanbu ville, Nanhai (南海 盐步), sous-vêtements,
- Nanzhuang ville, Chancheng (禅城 南庄), céramique,

Certaines marques connues sont fabriquées dans la région : Midea, Kelon, Jianlibao.

## Transports

### Routes et autoroutes
Foshan est reliée à Guangzhou, et à tout le système routier et autoroutier de la province et de la Chine du sud.
La circulation routière urbaine reste problématique. Les transports publics se développent. La première ligne de métro est ouverte en octobre 2010, connectée avec le métro de Canton. Enfin, une rocade doit soulager le centre ville dès 2010.

### Transport ferroviaire
Foshan est un nœud ferroviaire des lignes principales de chemin de fer reliant Guangzhou, Hong Kong et l'ouest de la province du Guangdong.
La Gare de Foshan-Ouest est traversé par les lignes à grande vitesse Nanning – Guangzhou et Guiyang – Guangzhou.

### Métro
La ligne 1 du Métro de Foshan est inaugurée en 2010, ce qui fait de Foshan la dixième ville en Chine continentale à disposer d’un système de métro. Cette ligne, aussi connue sous le nom de Guangfo Metro, présente la particularité de relier les villes de Guangzhou (Canton) et de Foshan ; elle est exploitée par une filiale des entreprises publiques exploitant respectivement les réseaux de métro des deux villes. La ligne 2 est mise en service en décembre 2021. Longue de 32,4 km, elle relie d'est en ouest Nanzhuang (district de Chancheng ) à la Gare ferroviaire de Guangzhou Sud. La longueur totale du réseau formé par les lignes 1 et 2 est de 72 km. Une première section de la ligne 3 doit être mise en service fin 2022 : une fois achevée, elle reliera le port de passagers de Shunde (district de Shunde) à l'Université de Foshan (district de Nanhai) et s'étendra sur 69,5 km. Deux autres lignes sont prévues pour 2026.

### Air
L'aéroport de Foshan, autrefois régional à usage mixte (militaire et domestique), est, depuis le 22 janvier 1987, une base de China United Airlines (AUC) dans la province du Guangdong. Quand AUC a cessé les vols intérieurs le 1er novembre 2002, seule est restée la fonction militaire. Le statut régional a été relancé en 2005, lors du rachat d'AUC par Shanghai Airlines, avec reprise du service des vols nationaux. Les vols intérieurs devraient viser au moins dix villes chinoises, dont Beijing, Nanjing, Hangzhou, Yinchuan…

## Subdivisions administratives
La ville-préfecture de Foshan exerce sa juridiction sur cinq districts :
| Carte     | #                     | Nom    | Hanzi        | Hanyu Pinyin | Population (2010 census) | Superficie (km²) | Densité (/km²) |
| --------- | --------------------- | ------ | ------------ | ------------ | ------------------------ | ---------------- | -------------- |
|           |                       |        |              |              |                          |                  |                |
| Urbain    |                       |        |              |              |                          |                  |                |
| 1         | District de Chancheng | 禅城区 | Chánchéng Qū | 1,101,077    | 154                      | 7,150            |                |
| Suburbain |                       |        |              |              |                          |                  |                |
| 2         | District de Nanhai    | 南海区 | Nánhǎi Qū    | 2,588,844    | 1,074                    | 2,410            |                |
| 3         | District de Shunde    | 顺德区 | Shùndé Qū    | 2,461,701    | 806                      | 3,054            |                |
| Extérieur |                       |        |              |              |                          |                  |                |
| 4         | District de Sanshui   | 三水区 | Sānshuǐ Qū   | 622,645      | 874                      | 712              |                |
| 5         | District de Gaoming   | 高明区 | Gāomíng Qū   | 420,044      | 960                      | 438              |                |

Ces catégories se divisent encore en 64 cantons, dont 37 villes et 27 sous-districts.
Foshan, proche de Guangzhou, considère cette proximité comme vitale.
Une région métropolitaine Guangzhou-Foshan est en cours de formation.

## Tourisme
Foshan a de nombreux sites touristiques, principalement d'architecture traditionnelle.
Le temple ancestral, Zumiao, édifié en 1080, restauré en 1372, est dédié à l'Empereur du Nord, Seigneur des Eaux, et non pas aux ancêtres, comme son nom semblerait l'indiquer. Le gardien de la cité, qui y "réside", l'a protégé des siècles, des nombreuses guerres, et de la Révolution culturelle. Le temple sert désormais autant à la vénération qu'à l'opéra cantonais traditionnel. L'ensemble comprend l'anté-temple, Qian Dian, le bâtiment principal, Zheng Dian, le Palais de Célébration de la Vérité, Lou Qingzhen, le Lac de Brocade parfumée, Jinxiang Chi, la Terrasse des Dix Mille Bonheur, Tai Wanfu.
L'Institut des Arts Populaires se trouve dans le Temple de l'amour fraternel et de longue vie, Renshou Si.
Le Yuan Liang, (梁园), est l'un des quatre célèbres Yuan, ou propriétés privées, de la province, dans le style de construction des dynasties Ming et Qing, avec beaucoup d'artisanat délicat, et un jardin compact mais élégant. L'ensemble est très bien conservé. Liang, un homme politique a fait construire une magnifique demeure. Après la chute de la dynastie, sa famille a été chassée, et la bâtisse périclita. A une époque récente, une restauration s'est produite, avec la création d'un ensemble résidentiel, apprécié pour les photos de mariage. On peut y voir une exposition d'art, des peintures et des informations historiques sur l'histoire de la famille, dont certains vivent encore dans la résidence, et un peu partout dans le monde.
À proximité, subsiste aussi un groupe de bâtiments préservés, de la dynastie Qing, maintenant maisons privées, mais partiellement visitables sur autorisation du Bureau du Tourisme. Ces bâtiments au style de construction très classique de cette époque, montrent bien l'utilisation intelligente des petits espaces avec des bâtiments de plusieurs étages.
L'ancien four à céramique Shi Wan, en service depuis la dynastie Tang, peut-être jamais éteint, continue de produire certains articles de porcelaine qui ont fait la célébrité de Foshan. De nombreux ateliers des artistes locaux se sont installés à proximité.
Aux alentours, la campagne conserve beaucoup des caractéristiques rurales traditionnelles de la Chine du sud.
- le musée de Foshan,
- Dong Hua Li (东华 里),
- le Jardin Hui Qing,
- la Pagode Renshou,
- l'Arts & Folk Crafts Center,
- la Guilde de Poterie et Céramique,
- la statue de Guan Yin sur le mont Xiqiao.

## Personnalités
Différents personnages publics sont nés, décédés ou ont vécu à Foshan :
- Huang Feihong (ou Wong Fei Hong) (1847–1924), pratiquant d'arts martiaux chinois et de médecine traditionnelle chinoise, acupuncteur et révolutionnaire.
- Kang Youwei (1858–1927), lettré, calligraphe et théoricien politique chinois.
- Yip Man (1893–1972), maître chinois de wing chun, maître de Bruce Lee.
- Bruce Lee (1940-1973), a des ancêtres originaires de Shunde, un district de Foshan.
- Pan Yushu,
- Li Guanghai,
- Liu Chuan,
- Chen Tiejun,
- Jian Brothers,
- Wu Qin,
- Li Wenmao,
- Chen Qiyuan,
- Huang Shaoqiang,
- Kang Youwei,
- Zhan Tianyou,
- He Xiangning,
- Lun Wenxu,
- Lao Siu Leung , grand maître de Kung-Fu Pak Mei.

## Jumelage
- La Possession (France)

### Sources
- (en) Cet article est partiellement ou en totalité issu de l’article de Wikipédia en anglais intitulé « Foshan » (voir la liste des auteurs).